# Comuna Ripiceni, Botoșani
Ripiceni este o comună în județul Botoșani, Moldova, România, formată din satele Cinghiniia, Lehnești, Movila Ruptă, Popoaia, Râșca, Ripicenii Vechi și Ripiceni (reședința).
La Ripiceni s-au descoperit vestigii aparținând culturii musteriene (vârfuri triunghiulare, piese foliacee bifaciale, răzuitoare etc., confecționate în special din așchii de cremene și cuarțit) aparținând omului de Neanderthal (Homo primigenius).. Datarea corespunde paleoliticului mijlociu (120.000 - 30.000 î.Hr.).
În cursul unor săpături arheologice din anul 1997, într-un tumul la Ripiceni s-a descoperit un complex cu schelete de cai din epoca bronzului (2.000 - 1.200 î.Hr.) .

## Personalități originare din Ripiceni
- Paul Cheler, general

## Demografie
Componența etnică a comunei Ripiceni
     Români (84,94%)
     Alte etnii (0,19%)
     Necunoscută (14,88%)
Componența confesională a comunei Ripiceni
     Ortodocși (83,61%)
     Penticostali (1,03%)
     Alte religii (0,24%)
     Necunoscută (15,12%)
Conform recensământului efectuat în 2021, populația comunei Ripiceni se ridică la 3.771 de locuitori, în creștere față de recensământul anterior din 2011, când fuseseră înregistrați 1.917 locuitori. Majoritatea locuitorilor sunt români (84,94%), iar pentru 14,88% nu se cunoaște apartenența etnică. Din punct de vedere confesional, majoritatea locuitorilor sunt ortodocși (83,61%), cu o minoritate de penticostali (1,03%), iar pentru 15,12% nu se cunoaște apartenența confesională.

## Politică și administrație
Comuna Ripiceni este administrată de un primar și un consiliu local compus din 15 consilieri. Primarul, Gabriel-Florin Talef[*], de la Partidul Social Democrat, este în funcție din 2012. Începând cu alegerile locale din 2024, consiliul local are următoarea componență pe partide politice:
|  | Partid                          | Consilieri | Componența Consiliului | Componența Consiliului | Componența Consiliului | Componența Consiliului | Componența Consiliului | Componența Consiliului | Componența Consiliului | Componența Consiliului |
|  | ------------------------------- | ---------- | ---------------------- | ---------------------- | ---------------------- | ---------------------- | ---------------------- | ---------------------- | ---------------------- | ---------------------- |
|  | Partidul Social Democrat        | 8          |                        |                        |                        |                        |                        |                        |                        |                        |
|  | Partidul Național Liberal       | 5          |                        |                        |                        |                        |                        |                        |                        |                        |
|  | Alianța pentru Unirea Românilor | 2          |                        |                        |                        |                        |                        |                        |                        |                        |